# Ruprechtia scandens
Ruprechtia scandens är en slideväxtart som beskrevs av Rusby & White. Ruprechtia scandens ingår i släktet Ruprechtia och familjen slideväxter. Inga underarter finns listade i Catalogue of Life.